# دس لیتل
دس لیتل (انگلیسی: Des Lyttle؛ زادهٔ ۲۴ سپتامبر ۱۹۷۱ بازیکن فوتبال اهل بریتانیا است.
از باشگاه‌هایی که در آن بازی کرده‌است می‌توان به باشگاه فوتبال فارست گرین راورز، باشگاه فوتبال نورث‌همپتون تاون، باشگاه فوتبال ناتینگهام فارست، باشگاه فوتبال سوانزی سیتی، باشگاه فوتبال تاموورث، باشگاه فوتبال وست برومویچ آلبیون، باشگاه فوتبال واتفورد، باشگاه فوتبال ووستر سیتی، باشگاه فوتبال لستر سیتی، و باشگاه فوتبال پورت ویل اشاره کرد.